# Einsatzkommando Finnland

L'Einsatzkommando Finnland était une unité paramilitaire allemande active dans le nord de la Finlande et le nord de la Norvège pendant la Seconde Guerre mondiale, tandis que la Finlande luttait contre l'Union soviétique avec le soutien de l'Allemagne nazie. Le nom officiel de l'unité était Einsatzkommando der Sicherheitspolizei und des SD beim AOK Norwegen, Befehlsstelle Finnland, mais elle était souvent simplement appelée Einsatzkommando Finnland,.
L'existence de l'Einsatzkommando Finnland, jusque-là inconnue, est révélée dans une thèse de doctorat de 2008 par Oula Silvennoinen. L'unité était subordonnée au Reichssicherheitshauptamt et la police d'état finlandaise Valpo ainsi qu'une organisation de renseignement militaire finlandaise collaboraient avec elle.

## Contexte
Il a déjà été révélé dans plusieurs études, dont celle de la journaliste d'investigation Elina Sana dans son livre Luovutetut. Suomen ihmisluovutukset Gestapolle, que pendant la guerre de Continuation, environ 3 000 prisonniers de guerre et civils ont été extradés vers l'Allemagne en échange de prisonniers de guerre soviétiques finno-ougriens détenus par l'Allemagne. Le livre de Sana a conduit au projet de recherche en cours aux Archives nationales finlandaises. La plupart des extradés ont rejoint l'Armée de libération russe ou recrutés pour espionner derrière les lignes soviétiques, mais 520 d'entre eux étaient des officiers politiques de l'Armée rouge ou d'autres communistes actifs, et bien qu'ayant été présumés tués aux mains des Allemands, leur sort exact demeure inconnu.

## Recherches

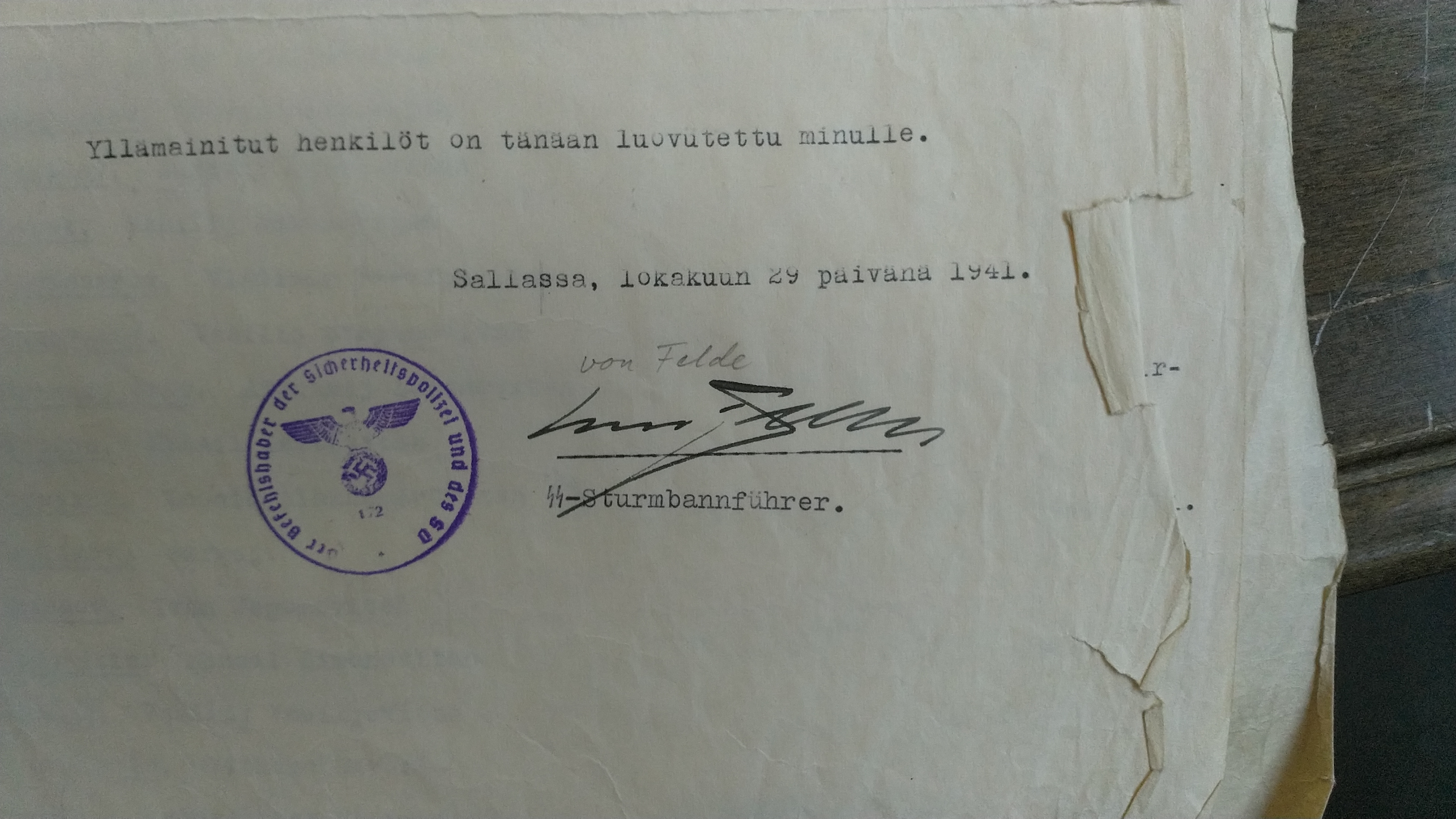
Signature du SS-Sturmbannfuhler von Felde (Les personnes ci-dessus m'ont été remises aujourd'hui).

Selon les recherches de Silvennoinen, avant et pendant la guerre de Continuation, la Finlande a remis environ 500 prisonniers de guerre et réfugiés aux Allemands opérant dans le nord de la Finlande et le nord de la Norvège, qui les ont probablement tous exécutés. Environ 10% des personnes remises étaient juives, bien que leur appartenance ethnique ne semble pas avoir été la raison de leur extradition. Les extraditions ont commencé à l'été 1940. De plus, un petit nombre de responsables de la Valpo ont travaillé comme interprètes et interrogateurs dans des camps de prisonniers de guerre allemands avec des responsables allemands de l'Einsatzkommando Finnland, et ont été complices de l'exécution d'un nombre inconnu de prisonniers de guerre.
L'Einsatzkommando Finnland opérait dans deux camps de prisonniers de guerre, le Stalag 322 à Elvenes, en Norvège et le Stalag 309 à Salla, en Finlande (aujourd'hui en Russie). Alors que l'avancée allemande en Union soviétique s'enlisait, le flux de prisonniers de guerre dans ces camps ralentit et l'Einsatzkommando Finnland fut dissous à la fin de 1942.
Silvennoinen est chercheur aux Archives nationales finlandaises et sa thèse fait partie des recherches en cours sur les décès de prisonniers de guerre en Finlande et sur les personnes remises à l'Allemagne et à l'Union soviétique par les autorités finlandaises entre 1939 et 1955,.

### Révélations antérieures
- One Way Journey 2004 (Earlier revelations)
- Finland's Tarnished Holocaust Record (Earlier revelations)
- Finnish-German seminar examines wartime cooperation between Finnish Valpo and Gestapo Helsingin Sanomat